# Nathan Aaron
Nathan Aaron (* 8. Mai 1893 in Greensburg, Pennsylvania, Vereinigte Staaten; † 16. Juli 1981 in Milwaukee, Wisconsin, Vereinigte Staaten) war ein US-amerikanischer Violinist und Musikpädagoge jüdischer Herkunft.

## Leben und Wirken
Nathan Aaron wuchs in Pittsburgh auf. Dort erhielt er Violinunterricht bei Jean de Backer. Er studierte Violine unter anderem bei Leopold Auer in New York und bei Alexander Sebald (1869–1934) in Chicago.
Während seiner Zeit in Pittsburg war Aaron Mitglied des Pittsburgh Philharmonic Society Orchestra und des Louis Zsiga’s Centennial Orchestra. Im Dezember 1911 trat er als Violinist im Pittsburger Zionist Institute auf. 1912 spielte er in der First Methodist Episcopal Sunday School Johann Sebastian Bachs Air on G String und Souvenir von František Drdla (1868–1944). Kammermusikalisch leitete er das Aaron’s Concert Trio und gründete das Aaron’s Concert Orchestra, das er als Dirigent leitete. Bei einem Benefizkonzert für die Opfer der Ohio-Flut 1913 im Mishler Theatre in Altoona spielte er unter anderem die Zigeunerweisen von Pablo de Sarasate. Beim neu gegründeten Tech’Symphony Orchestra in Pittsburgh, das am 26. März 1914 in Pittsburgh debütierte, war er erster Violinist.
Ende der 1920er Jahre ging er nach Milwaukee. Dort unterrichtete er am Milwaukee Conservatory of Music und spielte im Milwaukee Symphony Orchestra. Mit seinem Sohn Philip trat er ab 1946 regelmäßig gemeinsam auf und spielte in diesem Rahmen auch seine eigenen Kompositionen.
Aaron arbeitete über 60 Jahre als Violinlehrer und hatte tausende von Violinschülern. Ab 1912 unterrichtete er in Pittsburg in einem eigenen Violinstudio. Ebenfalls erteilte er in Williamsburg Violinunterricht. Er unterrichtete zudem an den öffentlichen Schulen von Milwaukee, Shorewood und Wauwatosa. 1957 erhielt er den Milwaukee Boys’ Club Boys and Men Award für seine Leistungen als Violinlehrer.
Er war Mitglied der Milwaukee Musicians’ Association und der Congregation Anshe Sfard.
Mit seiner Frau Bessie Aaron, geborene Cooks (1893–1978), hatte er die zwei Söhne Nathan und Gordon Aaron. Aaron wurde auf dem Second Home Cemetery in Milwaukee bestattet.

## Publikationen (Auswahl)
Unterrichtswerke für Violine, Bratsche und Violoncello
- The bow-string pattern method. Book one, Violin. Milwaukee, 1953 OCLC 741753000
- The new Approach for the study of the Cello in the second, third and fourth positions to be used in conjunction with violin and viola. 1961
- The new Approach for the study of the Viola in the second, third and fourth positions for class or private instruction to be used in conjunction with violin and Cello. 1961
- Teacher's Manual for The New Approach for the study of the Viola in the second, third and fourth positions for violin, viola and cello
- A Method of Teaching Pupils to Play High Notes One Octave Lower. ISSN 0003-1313
- The new approach for the study of the second, third and fourth positions. Milwaukee, 1967 OCLC 433895153
- Mental training and intonation studies for violin. Milwaukee, 1967 OCLC 21110731